# Adolf Scheck
Adolf Scheck (* 27. Februar 1951 in Achern) ist ein deutscher Einzelhandelsunternehmer. Er war von 2010 bis 2016 Aufsichtsratsvorsitzender der Edeka-Gruppe.

## Leben
Im Anschluss an seine Einzelhandelsausbildung trat Adolf Scheck 1969 in das Familienunternehmen ein. Die Familie Scheck hatte bereits 1946 ein erstes Lebensmittelgeschäft im badischen Achern eröffnet. Im Jahr 1979 übernahm Adolf Scheck die Leitung des Unternehmens. In den folgenden Jahren eröffnete er vier weitere Lebensmittelmärkte. 1997 wurde am Stammsitz Achern das erste „Scheck-In-Center“ errichtet. In den folgenden Jahren entstanden weitere Zentren in Karlsruhe, Baden-Baden, Weinheim, Mannheim, Frankfurt, Wörth, Mainz und Offenbach. Mittlerweile (Stand: 2021) existieren insgesamt 16 Scheck-In Märkte in Baden-Württemberg, Rheinland-Pfalz und Hessen. Scheck betreibt diese als selbstständiger Edeka-Unternehmer im Verbund der genossenschaftlich organisierten Edeka-Gruppe.
Seit Inbetriebnahme der „Scheck-In Manufaktur“ im Jahr 2019 werden dort, zum Vertrieb in den Scheck-In Centern und in Zusammenarbeit mit Fachleuten wie Harald Wohlfahrt und Pierre Lingelser, Produkte aus den Bereichen Patisserie/Konditorei, Pasta, Fertig- und Teilfertiggerichte hergestellt.
Seit 1986 war Adolf Scheck Aufsichtsratsmitglied der Edeka-Regionalgesellschaft Südwest in Offenburg, zuletzt hatte er den Vorsitz inne. Seit 2002 war er auch im Aufsichtsrat des bundesweiten Edeka-Verbunds vertreten, seit 18. Januar 2010 in der Position des Aufsichtsratsvorsitzenden. 2016 schied Scheck aus Altersgründen aus dem Gremium aus, am 18. Juni wurde Uwe Kohler zum neuen Vorsitzenden gewählt. Anschließend folgte Kohler auch im Vorsitz des Aufsichtsrats der Edeka Südwest Scheck nach.
Die Unternehmerfamilie Scheck beschäftigt in ihren Märkten etwa 2000 Mitarbeitende, darunter 160 Auszubildende. Die Scheck-Märkte wurden mit zahlreichen Handelspreisen ausgezeichnet. Die höchste Branchenauszeichnung, den „Goldenen Zuckerhut“ der Lebensmittel Zeitung, nahm Adolf Scheck 2004 für das Gesamtunternehmen entgegen.
Scheck ist verheiratet und hat drei Töchter. 2016 traten Tochter Susanne Scheck-Reitz und Schwiegersohn Christoph Scheck-Berger in die Geschäftsführung des Unternehmens ein.

## Ehrungen
- Bundesverdienstkreuz am Bande (2017)
- Ehrenmitglied der Acherner Stadtkapelle.[8]